# Ikšķile
Ikšķile (en allemand : Uexküll) est une ville de la région en Lettonie. Elle a 8 331 habitants pour une superficie de 2,2 km2.

## Histoire
Ikšķile fut la première capitale du diocèse catholique de Livonie connue alors sous le nom de Uexküll.
Meinhard de Holstein, connu par les chroniques de Henri le Letton, fut le premier évêque de Uexküll. En 1197 Berthold de Hanovre, un abbé cistercien de Loccum, devient le deuxième évêque de Ükskül.

## Étymologie
Le nom Ikšķile (ou Uexküll) vient du live üks kül (en estonien : üks küla, en finnois : yksi kylä). Ükskül (üks = un, kül = village) signifiant « un village ».